# أوتليا بالنسية
أوتليا بالنسية (الاسم العلمي:Ottelia balansae) هي نوع من النباتات يتبع جنس الأوتليا من الفصيلة الحب المائية.